# Koivusaari (ö i Finland, Norra Karelen, Joensuu, lat 62,67, long 28,74)
Koivusaari är en ö i Finland. Den ligger i sjön Juojärvi och i kommunen Outokumpu i den ekonomiska regionen  Joensuu ekonomiska region  och landskapet Norra Karelen, i den sydöstra delen av landet, 300 km nordost om huvudstaden Helsingfors. Öns area är 4 hektar och dess största längd är 340 meter i nord-sydlig riktning.